# الکساندر (داکوتای شمالی)
الکساندر(به انگلیسی: Alexander) شهری در ایالت داکوتای شمالی کشور ایالات متحده آمریکا است که جمعیت آن در سرشماری سال ۲۰۱۰ میلادی، ۲۲۳ نفر بوده‌است.